# Qamar al-Din
Qamar ad-din (en árabe: قمر الدين‎) o lavāshak (en persa: لواشک‎) es un jugo o zumo de albaricoque típico de la cocina musulmana de Medio Oriente, que se consume típicamente durante el mes sagrado de Ramadán, en el iftar Se cree que proviene de Damasco, capital siria, y fue producida por primera vez en la región del Guta (campiña circundante a la capital) donde la variedad de albaricoque más adecuada se cultivó por primera vez. Se disfruta en todo el Oriente Medio y el Norte de África, así como en Somalia, a pesar de que el qamar al-din sirio todavía se cree que es el mejor, debido a que la variedad de albaricoques adecuados para preparar la bebida crece sólo en Siria y en el sudoeste de Turquía. Es un postre conocido como lavashak en Irán.

## Etimología
Se han propuesto varias teorías para el origen del nombre qamar al-din. Una de ellas sostiene que fue llamado así por su inventor, un hombre sirio llamado Qamar al-Din. Él según se narra era tan guapo que se parecía a la luna (qamar, en árabe: قمر‎), de ahí su nombre.
Otra teoría sostiene que la temporada de albaricoque coincidió con el avistamiento de la luna nueva que marcó el comienzo del Ramadán, en el año en que la bebida fue inventada. Una teoría similar, muy extendida en Egipto, remonta el origen del nombre a un Califa, que era conocido por celebrar con qamar al-din al ver la luna durante el mes de Ramadán.

## Método de preparación
Para producir Qamar al-din, los albaricoques y el azúcar se hierven sobre fuego y después se filtran a través de un filtro de madera empapado en aceite de oliva. Los albaricoques se dejan secar directamente bajo el sol. Una vez que se hayan secado completamente, son empaquetados, enviados y vendidos. Estos albaricoques secos tienen la piel más gruesa, más consistente, y tienen un sabor más fuerte que los frutos ordinarios, y por lo tanto son más adecuados para hacer qamar al-din. Hacer la bebida de este albaricoque sólo requiere la adición de agua de rosas o agua de azahar, aunque trozos de albaricoque (frescos o secos) y hielo a menudo también son añadidos. A veces, algunas de las agua florales son reemplazadas con jugo de naranja o agua. Qamar al-din se sirve tradicionalmente gruesa y fría, y se cree que es especialmente fortalecedor y otorga buena fuente de energía, electrolitos, e hidratación, todos los cuales son cruciales después de un día de ayuno. Algunos en el Levante añaden piñones y hielo a sus qamar al-din, haciendo una bebida que se presenta más gruesa, con el sabor del albaricoque en versión de jallab.